# 夜を逃れて
『夜を逃れて』（よるをのがれて、原題: A Hatful of Rain）は、1957年9月に劇場公開されたアメリカ合衆国の映画。マイケル・V・ガッツォ原作・脚色による同名戯曲を初映画化したものである。監督はフレッド・ジンネマン、主演はエヴァ・マリー・セイント。

## 概要
負傷して麻薬に溺れはじめた帰還兵ジョニー、その妻シリアと、これを取り巻く家族を主人公に、ニューヨークのイーストサイドに生きる中流家庭の崩壊と悲劇を追った人間ドラマ。
物語は、兄としてジョニーの苦悩を理解するがあまり、彼が麻薬に手を出していることを周囲に告げられないまま、鬱屈した感情を募らせていく悲哀ある中年男ポロの板ばさみになる心情や、生まれてくるわが子のため暗黒街の世界に入るまいとし麻薬を断とうと自力で更生を試みるジョニーの痛々しい姿に加え、主人公シリアを芯の強い理性的な女性として描いたことでドラマをより深めたものとしている。当時の世相を象徴する朝鮮戦争を題材とするなど、社会背景を反映した描写も強い作品であった。
アンソニー・フランシオサは本作でヴェネツィア国際映画祭で男優賞を受賞し、アカデミー主演男優賞にノミネートされた。
なお、11年後の1968年にはピーター・フォーク主演により同名タイトル（但し邦題は未詳、日本未放映）にてテレビドラマ化された。

## 出演
- エヴァ・マリー・セイント（シリア）
- ドン・マーレー（ジョニー）
- アンソニー・フランシオサ（ポロ）